# شاهزاده ابوالقاسم
شاهزاده ابوالقاسم، روستایی در دهستان سرچهان بخش مرکزی شهرستان سرچهان در استان فارس ایران است.

## جمعیت
بر پایه سرشماری عمومی نفوس و مسکن در سال ۱۳۹۵، جمعیت این روستا برابر با ۱۲ نفر (۵ خانوار) بوده‌است.